# Alberto Ghilardi

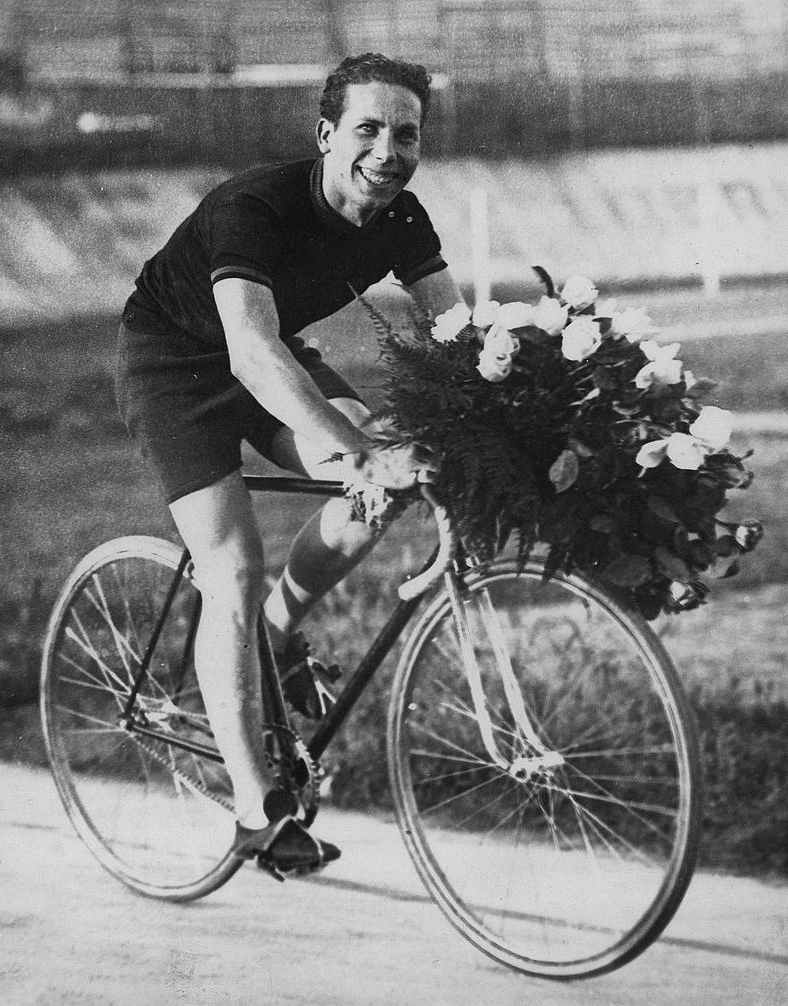
Alberto Ghilardi (1930)

Alberto Ghilardi (* 25. August 1909 in Rom; † 30. Juni 1971 ebenda) war ein italienischer Radrennfahrer und Olympiasieger im Radsport.

## Sportliche Laufbahn
Ghilardi war Teilnehmer der Olympischen Sommerspiele 1932 in Los Angeles. Dort gewann er mit seinen Teamkameraden Nino Borsari, Marco Cimatti und Paolo Pedretti die Mannschaftsverfolgung. Im Finale schlugen sie das Team aus Frankreich.
1948 gewann er das Eintagesrennen Mailand–Modena. Er bestritt den Giro d’Italia 1950 (43. Platz) und 1952 (56. Rang). In der Tour de France 1950 schied er aus. Siebenmal bestritt er Rennen der Monumente des Radsports, konnte aber keine vordere Platzierung erreichen.